# Merluccius gayi
Il nasello del Pacifico o merluzzo del Pacifico (Merluccius gayi o Merluccius gayi gayi (Guichenot, 1848)), è un pesce osseo marino appartenente alla famiglia Merlucciidae. Non va confuso con il Merluccius productus.

## Distribuzione e habitat
Vive essenzialmente nell'Oceano Pacifico sud orientale, lungo la costa del sud America, dal Perù alla Terra del Fuoco. Durante l'estate australe migra verso sud dove staziona in acque costiere mentre in inverno si trova più a nord e in acque profonde fino a 500 metri.
Popola i fondi molli della piattaforma continentale e della parte superiore della scarpata continentale a profondità comprese tra 50 e 500 metri. Ha abitudini demersali ma si può occasionalmente ritrovare in acque libere.

## Descrizione
Questa specie è molto affine al nasello mediterraneo ed europeo (Merluccius merluccius) e il suo aspetto è molto simile. La pinna caudale ha bordo concavo. Il colore è argenteo, che diventa biancastro sul ventre.
La taglia della sottospecie cilena arriva a 87 cm, quella di M. gayi peruanus arriva a 115 cm nelle femmine. In entrambe le forme la taglia media è sui 50 cm.

## Biologia
Vive fino a 13 anni.

### Alimentazione
Si ciba di pesci, cefalopodi e crostacei eufausiacei che caccia di notte quando si porta a mezz'acqua.

### Riproduzione
Si riproduce alla fine dell'inverno e durante la primavera australe.

## Pesca
Entrambe le sottospecie hanno una grande importanza per la pesca commerciale. Viene catturato con reti a strascico e reti da circuizione. Il pescato e l'importanza economica si sono fortemente ridotti a partire dai primi anni duemila. Viene catturato prevalentemente da Cile e Perù. Sotto forma di filetti congelati è comune sui mercati europei. Viene impiegato anche per la produzione di farina di pesce.

## Conservazione
I dati sullo stato delle popolazioni non sono noti con completezza per cui, sebbene si ritenga probabile che gli stock siano soggetti a sovrapesca, la IUCN non ha inserito la specie in una categoria di minaccia.